# Charles Wildt
 (novembre 2021).
Si vous disposez d'ouvrages ou d'articles de référence ou si vous connaissez des sites web de qualité traitant du thème abordé ici, merci de compléter l'article en donnant les références utiles à sa vérifiabilité et en les liant à la section « Notes et références ».
Charles Petrus Wildt (Ostende, 20 février 1851 - Ostende, 1912) était un peintre figuratif belge.

## Biographie
Il était le fils de Carolus Wildt et de Josephina Francisca Philips. Il a épousé Ludovica Maria Louwagie en 1873.
Il a commencé comme serviteur de peintre à Ostende et est devenu un peintre local de scènes folkloriques qu'il a représentées de manière naïve. Son œuvre comprend des marines, des portraits de navires, des scènes de pêche, des paysages de dunes, des scènes avec vue sur le vieil Ostende, des scènes de foire et des intérieurs folkloriques.
La révolte des pêcheurs d'Ostende des 22 et 23 août 1887, réprimée par la Garde civique et faisant deux morts, a donné lieu à un tableau de Charles Wildt. Il s'est probablement basé sur une illustration publiée dans Le Globe illustré. Cette représentation d'un drame populaire a eu du succès auprès de la population d'Ostende et il a dû en faire plusieurs répliques, qu'il a ensuite vendues pour une petite somme et une bouteille de gin. Les mêmes événements tragiques ont incité James Ensor à peindre sa toile De Staking (1888) (Musée royal des Beaux-Arts d'Anvers) et en 1892 de Les Gendarmes (Musée d'Art à la mer, Ostende), à chaque fois un réquisitoire cinglant contre l'oppression des gens du peuple.
Plusieurs œuvres de Charles Wildt sont conservées dans différents musées en Belgique, dont le Musée d'Art à la mer à Ostende.
Il s'agit notamment d'une gigantesque toile Blankenberge avec deux représentations distinctes qui a été découpée en deux toiles séparées.
En mars 1982, une exposition des œuvres de Charles Wildt a eu lieu au musée d'histoire locale d'Ostende.

## Galerie

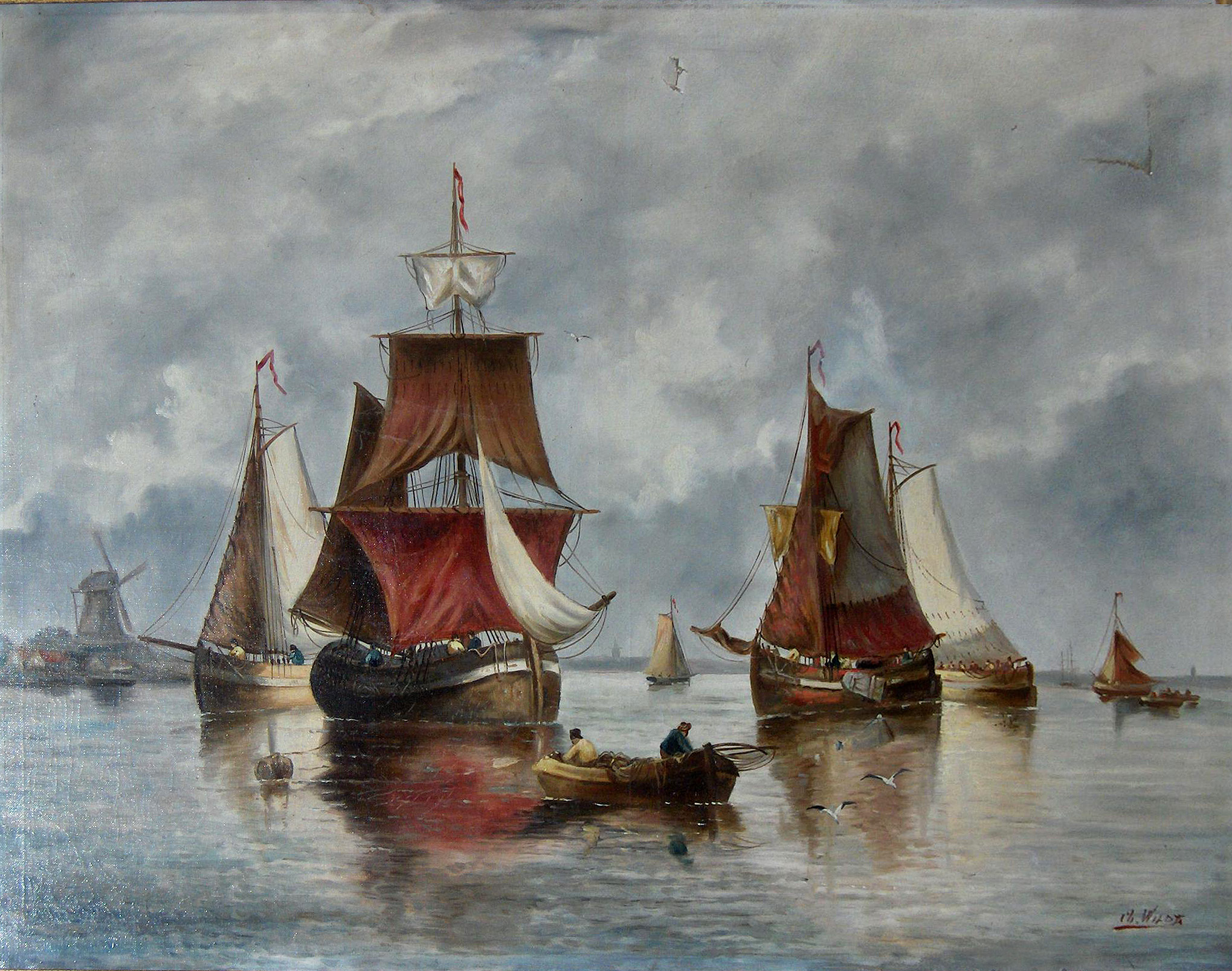
Marine
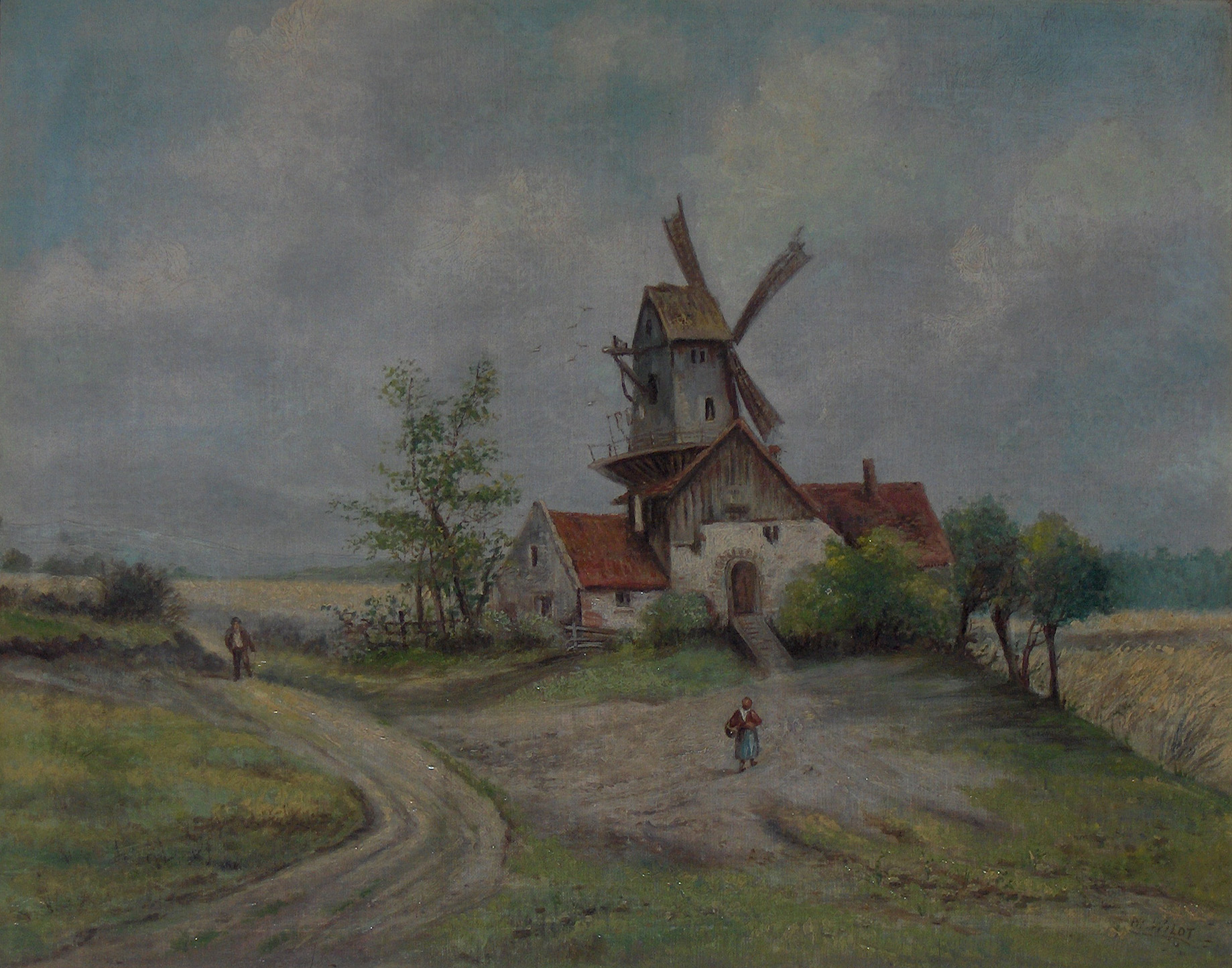
Paysage d'été avec moulin
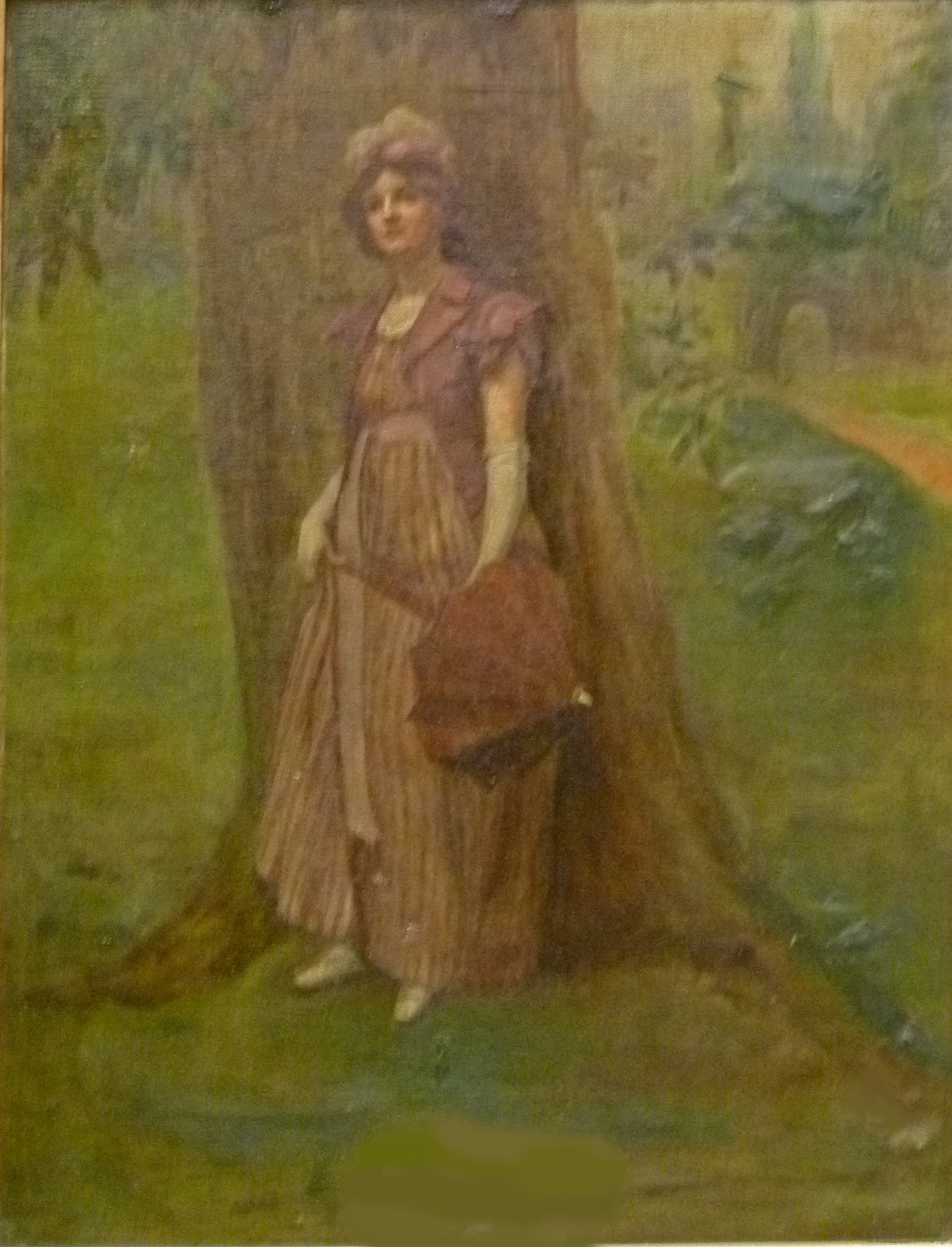
Jeune femme élégante avec un parasol
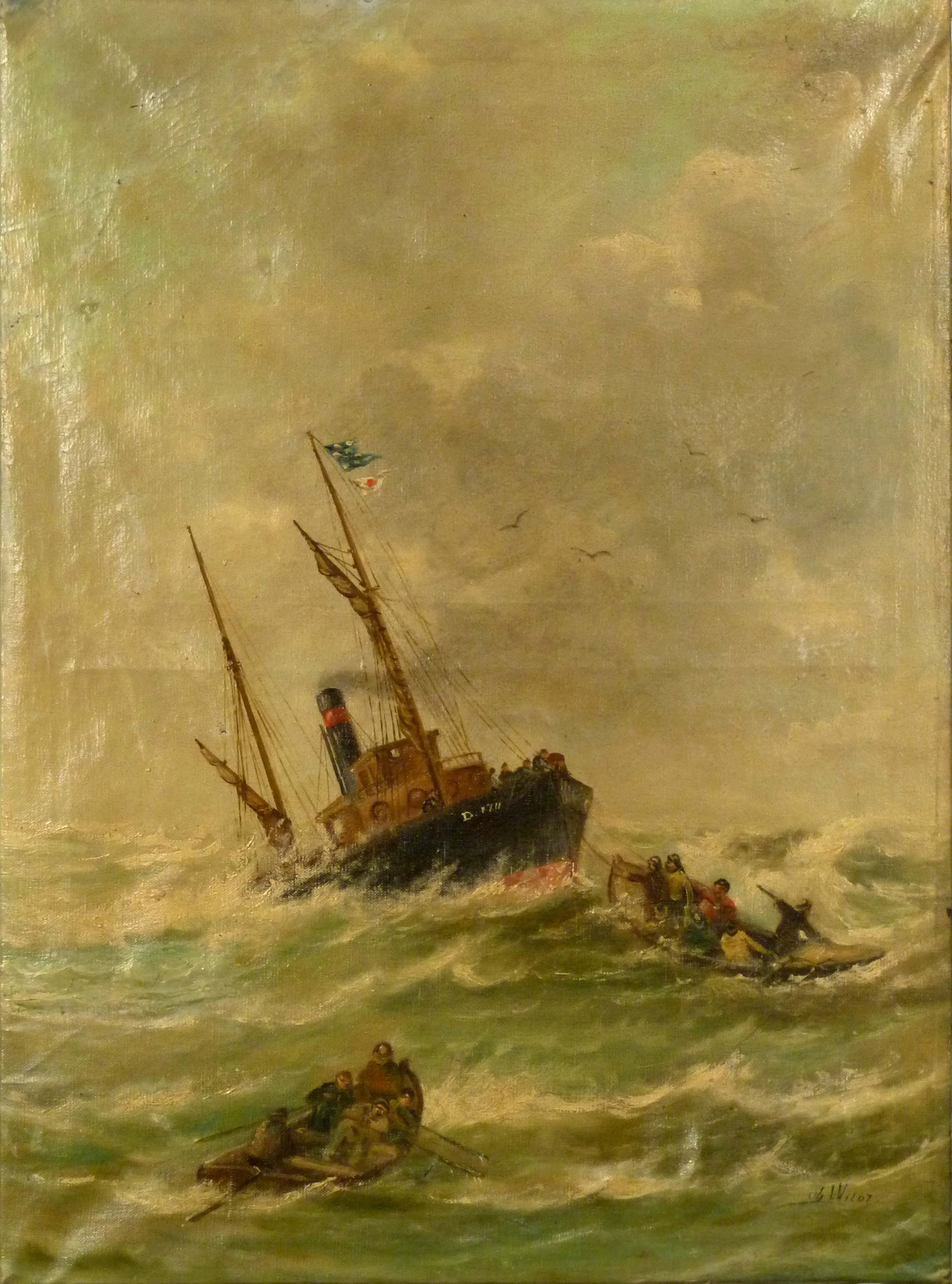
Marine 2